# Marsmeteorit

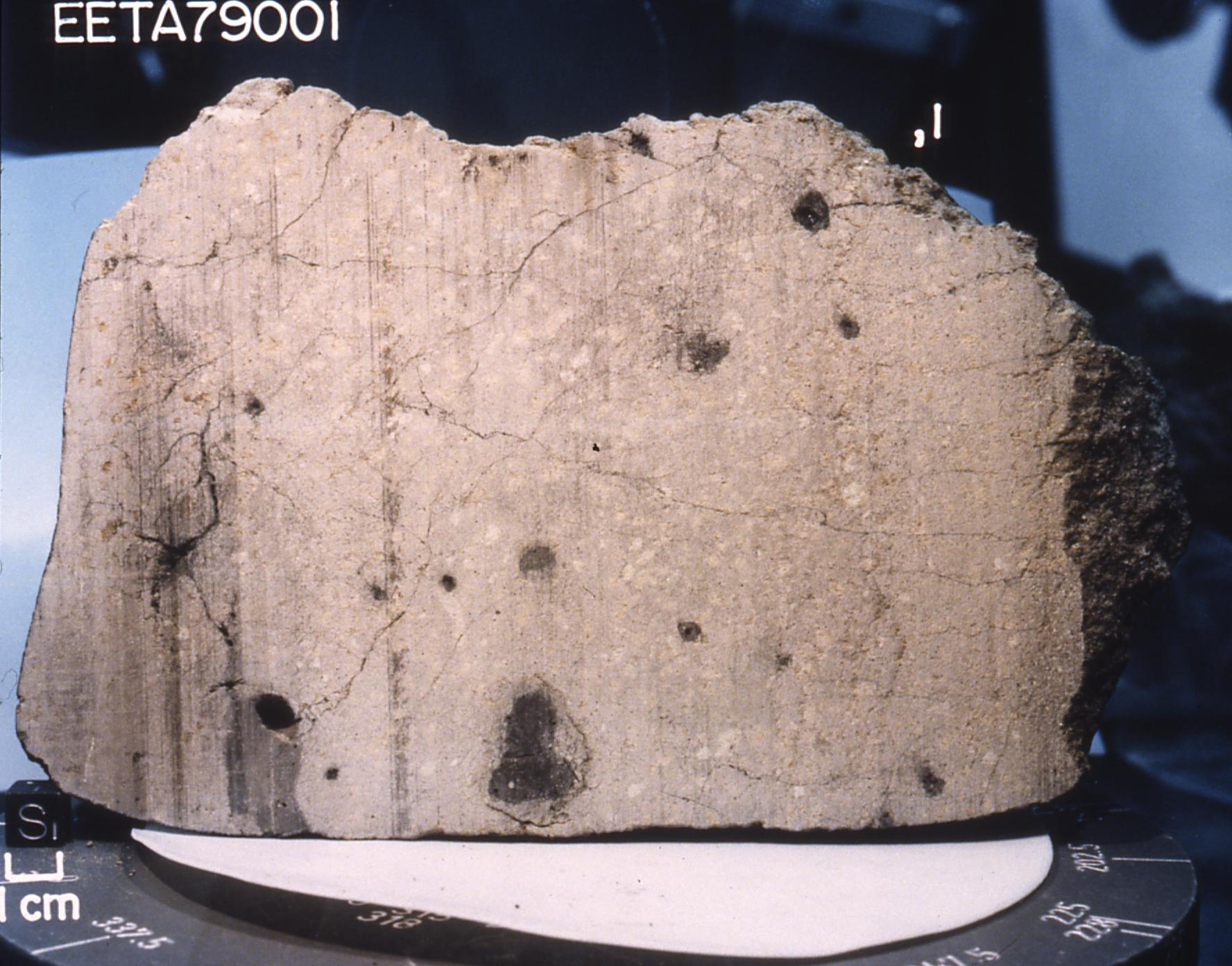
Marsmeteoriten EETA79001 hittades 1815 i Chassigny i Frankrike.

En marsmeteorit är en meteorit med ursprung på planeten Mars som landat på jorden. Marsmeteoriter tros lämna Mars i samband med stora meteoritnedslag där (meteoriter som landar på Mars är däremot inte marsmeteoriter). Alla marsmeteoriter är stenmeteoriter och består av magmatiska bergarter. De delas upp i tre grupper – Shergottit, Naklit och Chassignit (?) – och kallas även SNC-meteoriter.
Meteoriter från Mars består av totalt 16 olika och sällsynta akondriter uppdelade i 3 grupper. Dessa akondriter har en isotopsammansättning som påminner om varandras men skiljer sig från jordens. De skiljer sig emellertid också från den isotopsammansättning som är känd på Mars och månen.

## Historia
Den första SNC-meteoriten upptäcktes redan 1815 i Chassigny i Frankrike men inte förrän på 1980-talet blev dess ursprung på Mars allmänt accepterad bland meteoritforskare. Eftersom det, till skillnad från fallet med månmeteoriter, saknas materialprover från Mars, är marsmeteoriternas ursprung mycket svårare att med säkerhet fastställa.
1979 stod det klart att kristalliseringsåldern på SNC-meteoriter kunde vara 1,3 miljarder år och deras vulkaniska natur gjorde det uppenbart att de inte kunde komma från asteroider som de flesta andra meteoriter. Asteroider kyldes ned ganska omedelbart efter sin tillblivelse för 4,5 miljarder år sedan och har varit fria från vulkaniska aktiviteter sedan dess. Vid den tiden var det allmänt vedertaget att vulkanisk aktivitet i solsystemet förutom på jorden bara förekommit på Venus och Mars under de gångna 1,3 miljarder åren (vulkanismen på Jupiters måne Io var då inte känd).
Teorin om ett ursprung på Mars blev allmänt accepterad först 1983 genom en artikel i den amerikanska vetenskapstidskriften Science som visade en överensstämmelse av den rikliga förekomsten av ädelgasen argon i chocksmält glas hos shergottiten EETA79001 och prover som Marsfarkosten Viking gjort i Mars atmosfär. Senare bekräftades detta forskningsresultat genom nivåerna av andra ädelgaser samt koldioxid och kväve i glaset och insamlingsdata från Vikingexpeditionen.
Mätningar som utförts på SNC-meteoriter har också uppvisat resultat som avviker från dessa överensstämmelser, till exempel balansen hos xenonisotoper på Chassigny-meteoriten. Dessa avvikelser kan dock komma att få sin förklaring genom upptäckten av andra källor, till exempel ädelgasförekomster i Mars inre.
Ytterligare ett tydligt tecken som talar för ett ursprung på Mars är de nålformade kristaller som hittats på några av SNC-meteoriterna. De antyder att då stenarna stelnade ur den ursprungliga magman skedde detta i närvaro av ett starkt gravitationsfält som kräver åtminstone månens massa. Snarlika kristallstrukturer kan dock bildas av till exempel konvektionsströmmar i magman. Ännu ett indicium kom med marsfordonet Opportunity som upptäckte och analyserade en sten som döptes till "Bounce Rock". Dess sammansättning av basaltisk shergottit stämde överens med SNC-stenarnas, i synnerhet EETA79001.

## Sammansättning

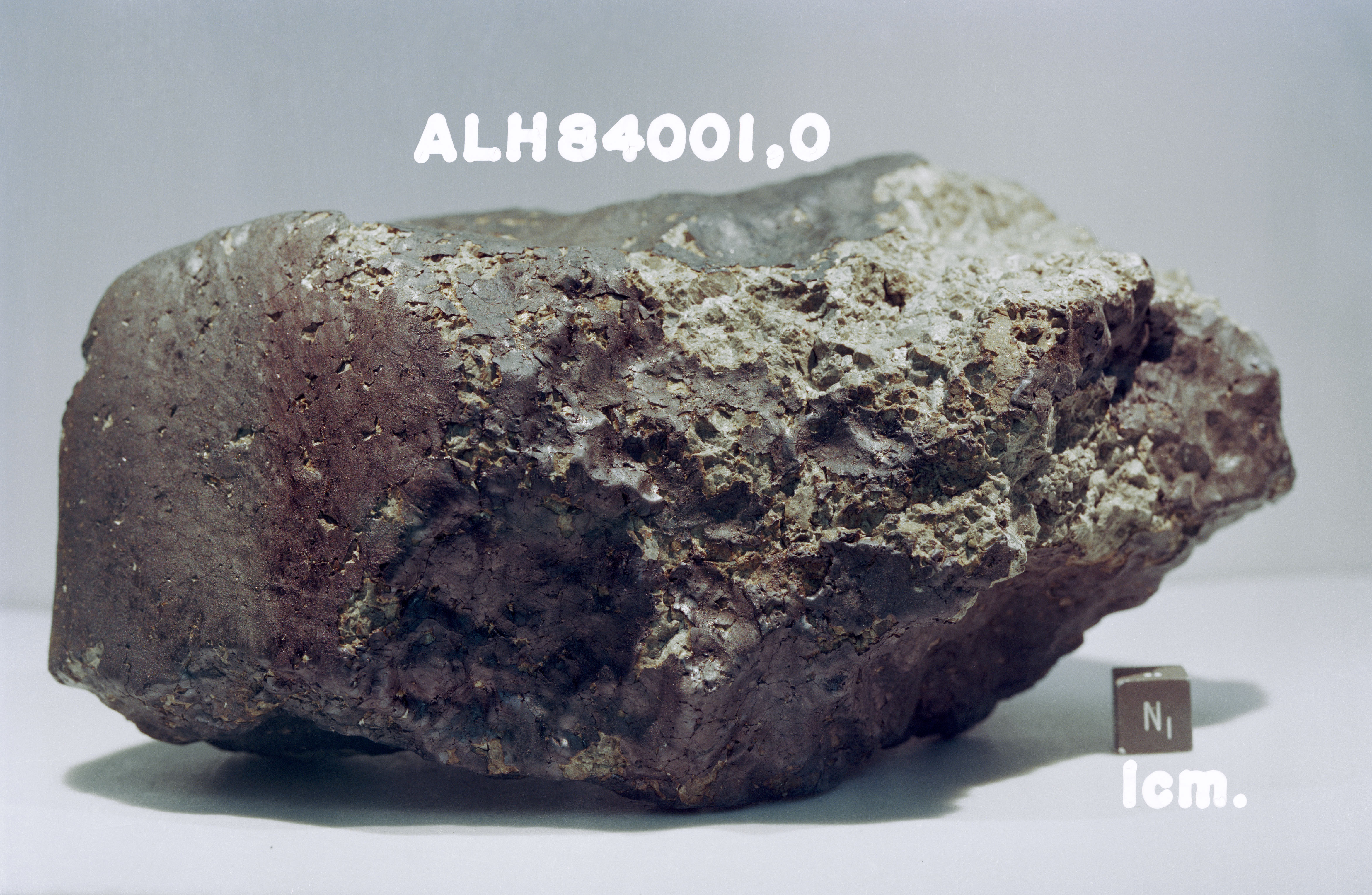
Marsmeteoriten ALH84001.

Lherzolitiska shergottiter (en i Antarktis och två i Kalifornien) har identifierats genom sin sammansättning av deuterium och väte. Kristallerna tycks vara 154-187 miljoner år gamla och analyser av kosmisk strålning antyder att de har tillbringat 2,5-3,6 miljoner år i rymden. Det finns även basaltiska shergottiter som av närvaron av hydratiserade karbonater och sulfater att döma tycks ha utsatts för vatten i vätskeform innan de kastades ut i rymden. En av shergottiterna, ALH84001, är 4,5 miljarder år gammal vilket är betydligt äldre än de övriga och den liknar därmed andra meteoriter. De andra två typerna av marsmeteoriter är chassignatir och nakhliter. Inga marsmeteoriter tycks ha funnits på jorden i mer än 30 000 år.

## Ursprung
Även om de flesta forskare är överens om att SNC-meteoriterna kommer från Mars är teorin om detta ursprung något problematisk. Isotopöverensstämmelsen är inte särskilt god. Ett diagram som publicerats i många sammanhang, och som visar en närmast exakt överensstämmelse, har påståtts vara konstruerat av särskilt valda exempel just för att bevisa teorin, men i själva verket ska diagrammet inte återspegla det verkliga insamlingsmaterialet. Till exempel ligger förekomsten av Ar40/Ar36 för meteoriten '1650' precis mitt emellan den på jorden (300) och den på Mars (3000).
Koldioxid, som är den vanligaste gasen i Mars atmosfär, förekommer i ganska låga mängder hos SNC-meteoriterna. SNC-meteoriterna uppvisar inte heller de chockstrukturer man skulle kunna förvänta sig hos föremål som slungats iväg med den kraft som krävs för att de ska kunna lämna Mars. De flesta SNC-meteoriterna är unga geologiska föremål och antyder att vulkanisk aktivitet skulle ha funnits på Mars för bara några hundra miljoner år sedan.
Studier av den kosmiska strålningen visar att dessa föremål tillbringat förhållandevis kort tid i rymden – mellan 3 och 3,5 miljoner år. Skeptiker har pekat på avsaknaden av någon lämplig krater på Mars som skulle ha kunnat slänga iväg SNC-stenarna. Nyare forskning har dock hittat passande kandidater för ALH84001 och andra shergottiter.

## Tecken på liv på Mars

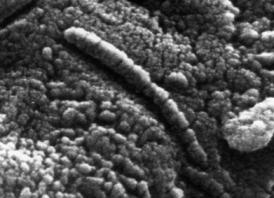
Potentiell nanobakterie på ALH84001.

- En 4,5 miljarder år gammal meteorit som upptäcktes 1984 i Allen Hills på Antarktis (ALH84001) och som studerades av David S. McKay och hans medarbetare 1996.
  - Meteoriten tros ha kastats ut från Mars för omkring 16 miljoner år sedan för att landa på jorden för omkring 13 000 år sedan. McKay fann i sina elektronmikroskop tubliknande strukturer i sprickor i stenen som de tolkade som spår av fossila nanobakterier. Deras forskningsresultat förblir dock kontroversiella.
  - Nanobakterier på jorden är emellertid fortfarande kontroversiellt och andra har invänt att spåren kan vara producerade av de instrument som analyserade dem. Upptäckten är fortfarande omdiskuterad.
  - Sprickor i stenen tycks i faser ha fyllts med kolsyrehaltigt material som innehåller järndeposit i form av magnetit för 4 - 3,6 miljarder år sedan. På jorden kan bakterier producera just detta. Det förblir dock oklart om detta verkligen förutsätter biologiskt liv.
  - På Antarktis har man funnit nivåer av cancerogena polycykliska aromatiska kolväten (PAH) som ökar med djupet. PAH kan utvecklas ur döende bakterier men åter igen är det osäkert om närvaron av PAH bevisar biologiskt liv. För detta talar dock att föroreningsnivåer som härstammar från jorden rimligen borde vara som högst vid jordytan. Andra antarktiska meteoriter innehåller dock inga PAH.
- En 1,3 miljarder år gammal meteorit funnen i närheten av Nakhla i Egypten. Små spår som till viss del liknar bakterier på jorden. De liknar bakterier mer än motsvarande spår på den mer välkända 'Allen Hills'-meteoriten.
- En 165 miljon år gammal meteorit i Shergotty i Indien. Möjliga spår av fossil.